# Булгаков Віктор Володимирович
Ві́ктор Володи́мирович Булга́ков (рос. Викторович Владимирович Булгаков; 24 квітня 1936, м. Слов'янськ, Донецька обл. — 8 лютого 1994, Київ) — вчений-гігієніст, український науковець в галузі медичної екології, гігієни, соціальної медицини, доктор медичних наук (1979).

## Біографія
Народився 24 квітня 1936 у м. Слов'янськ, Донецька обл. У 1960 році закінчив санітарно-гігієнічний факультет Дніпропетровського медичного інституту. Учень Д. М. Калюжного.
З 1960 по 1962 рр. — спочатку санітарний лікар санепідстанції м. Антрацит, а згодом санітарний лікар Держводоінспекції м. Дніпропетровська.
В 1962—1994 роках працював в Інституті гігієни та медичної екології ім. О. М. Марзєєва НАМН України. В 1981—1987 роках завідував лабораторією планування населених місць, а згодом (1990—1994) очолював лабораторію медико-екологічних проблем м. Києва. Завідував кафедрою загальної гігієни Ворошиловградського державного медичного інституту (нині Луганський державний медичний університет) в 1987—1989 роках.
Помер 8 лютого 1994. Похований у м. Києві на Лісовому кладовищі.

## Наукові напрями
Основні наукові напрями:
- організація охорони здоров'я,
- гігієна довкілля,
- медична екологія,
- глобальні проблеми науково-технічного прогресу,
- екологічна безпека,
- охорона атмосферного повітря,
- гігієна планування населених місць

## Наукова діяльність
Постійно працював з проектними організаціями і науковими установами в реалізації нових гігієнічних розробок, зробив значний внесок у вирішення медико-екологічних проблем м. Києва, керував підготовкою кандидатських і докторських дисертацій.
Ним вперше
- вивчено гігієнічне значення забруднення повітряного басейну викидами підприємств чорної металургії для умов життя і здоров'я населення,
- отримані дані про соціально-економічні наслідки забруднення атмосферного повітря в районі підприємств чорної металургії,
- визначені гігієнічні завдання та обґрунтовані заходи щодо захисту повітряного басейну від забруднення,
- розроблено метод контролю при санітарній охороні атмосферного повітря в районах розміщення підприємств чорної металургії.

## Нагороди
В 1985 р. нагороджено знаком «Отличник здравоохранения» (наказ МЗ СРСР № 272-Н від 28 травня 1985 р.)

## Основні наукові праці
Опубліковано понад 100 наукових робіт.
- Шандала М. Г., Костовецкий Я. И., Булгаков В. В. Охрана и оздоровление окружающей среды в условиях научно-технической революции: монография / М. Г. Шандала, Я. И. Костовецкий, В. В. Булгаков. — Киев: Здоров'я, 1982. — 224 с.
- Булгаков В. В. Гигиеническая характеристика некоторых высших жирных спиртов, применяемых для уменьшения испарения в водоемах. — К., 1966.
- Булгаков В. В. Оздоровление воздушного бассейна в районе современных предприятий черной металлургии как гигиеническая проблема (современное состояние, обоснование основных принципов профилактики. — К, 1979.

- Калюжный Д. Н., Булгаков В. В. Гигиеническая оценка загрязнения атмосферного воздуха выбросами Криворожского металлургического завода / Д. Н. Калюжный, В. В. Булгаков, Н. П. Гордыня и др. // Гигиена населенных мест. — К., 1967. — С. 96-100.
- Калюжный Д. Н., Булгаков В. В. Гигиеническое изучение загрязнения атмосферного воздуха выбросами Криворожского металлургического завода и их влияние на некоторые биохимические показатели и физическое развитие детей / Д. Н. Калюжный, В.В, Булгаков, Н. П. Гордыня, М. Б. Аксельрод // Гигиена населенных мест. — К., 1967. — С. 17-19.
- Булгаков В. В. Влияние выбросов металлургического производства на прозрачность атмосферы. — К., 1970.
- Калюжный Д. Н., Булгаков В. В. Актуальные вопросы гигиены атмосферного воздуха на Украине / Д. Н. Калюжный, Л. В. Григорьева, В. В. Булгаков // Труды VIII съезда гигиенистов Украинской ССР (15-16 дек. 1970 г., Киев). — К, 1971. — С. 29-31.
- Калюжный Д. Н., Булгаков В. В., Костовецкий Я. И. Гигиена внешней среды в районе размещения промышленных предприятий (черной металлургии и горнодобывающей промышленности): монография / Д. Н. Калюжный, В. В. Булгаков, Я. И. Костовецкий. — Киев: Здоров'я, 1973. — 246 с.
- Булгаков В. В., Селезньов Б. Ю. Про можливий підхід в оцінці економічних втрат у зв'язку з забрудненням атмосферного повітря. — К, 1973.
- Булгаков В. В., Селезнев Б. Е. Санитарно-гигиенические вопросы планирования городских агломераций. — К, 1973.
- Булгаков В. В. Значение воздействия малых концентраций основных компонентов загрязнения воздушной среды для иммунобиологической реактивности организма. — К, 1975.
- Булгаков В. В., Литвинова Л. И., Селезнев Б. Е. Гигиенический прогноз состояния окружающей среды большого города // Социалистический город как объект исследования и управления: Тез. докл. Всесоюзн. конф. — Ленинград, 1981. — С. 82-83.
- Булгаков В. В. Гигиеническое обоснование функционального зонирования крупных территорий / В. В. Булгаков, Е. С. Лахно, Б. Е. Селезнев, С. П. Яндола // Х Украинский съезд гигиенистов: Тез. докл. — Киев, 1981. — Т. 1. — С. 2-5.
- Шандала М. Г., Булгаков В. В. Актуальные вопросы гигиены сельских населенных мест в Украинской ССР / М. Г. Шандала, В. В. Булгаков, Я. И. Костовецкий, В. А. Прокопов // Гигиена и санитария. — 1982. — № 12. — С. 3-7.
- Булгаков В. В., Шандала М. Г. Гигиенические вопросы оптимизации использования и охраны курортных и рекреационных ресурсов в связи с перспективным градостроительным развитием Азово-Черноморского побережья Крыма // Региональное использование и охрана курортных и рекреационных ресурсов Крыма: Сб. науч.тр. — Киев: Наукова думка, 1982. — С. 7-9.
- Булгаков В. В. Актуальные задачи гигиены планировки и благоустройства населенных мест в Украинской ССР. — К., 1983.
- Булгаков В. В., Карпова С. М., Ярошенко Н. Я. Проблемы охраны и оздоровления окружающей среды Азово-Черноморского побережья. / Гигиена окружающей среды. — К., 1984. — С. 24-25.
- Булгаков В. В., Синенко Т. А., Олейникова А. Я. Гигиенические вопросы освоения полей фильтрации для гражданского строительства // Гигиена окружающей среды: Тез. докл. Республ. научн. конф. — Киев, 1984. — С. 25-27.
- Булгаков В. В., Мироненко М. А. Гигиенические вопросы совершенствования планировки и застройки сельских населенных мест // Продовольственная программа СССР и комплексные проблемы гигиены села: Тез.конф. — Киев, 1984. — С. 107—109.
- Булгаков В. В. Гигиенические аспекты территориальных комплексных схем охраны природы // Разработка комплексных схем охраны природы крупных промышленных центров: Тез. докл. научно-техн. конф. — Донецк, 1985. — С. 11-12.
- Булгаков В. В., Слободской Д. С., Сватков В. И. Токсиметрическая оценка комбинированного загрязнения атмосферного воздуха с помощью обобщенных вероятных мер измерения показателей организма (на примере пропана и бутана) // Проблемы контроля и защиты атмосферы от загрязнения: Сб. — 1985. — Вып. 12. — С. 100—105.
- Булгаков В. В., Синенко Т. А. Санитарно-гигиеническая характеристика окружающей среды в районе размещения объектов химизации сельского хозяйства // Гигиена населенных мест: Респ. межвед. сб. — Киев,1985. — Вып. 24. — С. 80-89.
- Булгаков В. В. Научное обоснование правил санитарной охраны прибережных вод морей / В. В. Булгаков, О. И. Волощенко, Л. В. Григорьева, А. М. Касьяненко, Г. И. Корчак // Гигиенические аспекты среды обитания человека: Сб. — Тбилиси, 1986. — С.15 — 20.
- Булгаков В. В., Куркуленко С. С. Роль территориальных комплексных схем охраны природы в оздоровлении и формировании окружающей среды городов. — М., 1986. — 22 с. — (Обзор. информ. / МГЦНТИ; Вып.1).
- Сватков В. И., Булгаков В. В. Модель оценки качества городской среды при сочетанном действии факторов различной природы // Гигиена и санитария. — 1988. — № 6. — С. 62-64.
- Киреева И. С., Булгаков В. В., Синенко Т. А. Некоторые итоги исследований по гигиене планировки и ее задачи на современном этапе. — К., 1989.
- Булгаков В. В., Голуб Л. Г., Синенко Т. А. Научное обоснование гигиенических мероприятий в территориальных комплексных схемах охраны природы // Гигиена окружающей среды: Тез. докл. Республ. научн. конф. — Киев, 1989. — С. 16-17.
- Сватков В. И., Булгаков В. В. Системные исследования и разработки в гигиене // Гигиена и санитария. — 1992. — № 9-10. — С. 57-60.
- Булгаков В. В., Карпова С. М., Синенко Т. А. Гигиеническое обоснование мероприятий по охране воздушного бассейна от загрязнений мусоросжигательного завода и станции аэрации сточных вод . — К., 1993.
- Булгаков В. В. Гигиенические задачи при программно-условном планировании мероприятий по охране окружающей среды // Гигиена окружающей среды: Тез. докл. научн. конф. — Киев, 1993. — С. 36-38.
- Булгаков В. В. Характеристика загрязнения ртутью почв в районе производства хлора и каустической соды ртутным методом / В. В. Булгаков, Н. Н. Коршун, А. Ю. Ноэль, А. А. Избеков // Гигиена населенных мест: Сб. научн. тр. — К., 1993. — Вып. 32. — С. 98-100.

- Организация государственного санитарного надзора за объектами химизации сельского хозяйства: Метод рекомендации / В. В. Булгаков, Н. П. Вашкулат, Т. А. Синенко, В. Ф. Витер, В. И. Великий, Т. Б. Червякова, А. Н. Иваненко. — К., 1985. — 29 с.
- Организация государственного санитарного надзора за агрохимкомплексами и пунктами химизации сельского хозяйства: (Метод. рекомендации) / М-во здравоохранения УССР; [Разраб. В. В. Булгаков и др.] 3 86-5/1128
- Охрана окружающей среды в районе размещения породных отвалов угольных шахт: Метод. рекомендации / В. В. Булгаков, И. С. Киреева, Т. А. Синенко, Г. Я. Чегринец, Б. Б. Немковский и др. — К., 1988. — 15 с.

- СанПиН № 4631-88 «Санитарные правила и нормы охраны прибрежных вод морей от загрязнения в местах водопользования населения». — Министерство здравоохранения СССР. — Москва., 1988.